# جزيرة دراكة
جزيرة دراكة هي إحدى الجزر الواقعة في البحر الأحمر، وتتبع منطقة جازان غرب السعودية. تبعد الجزيرة عن جزيرة فرسان بحوالي 15 كم، وعن جزيرة أحبار بحوالي 9 كم.